# Jagodnica-Złotno
Jagodnica-Złotno (dawn. Jagodnica Złotno Folwark Lit. A) – osiedle w zachodniej części Łodzi, w dzielnicy Polesie. Administracyjnie wchodzi w skład osiedla Złotno.
Rozpościera się na północ od ulicy Stare Złotno, w zakolu strugi wpadającej do rzeki Jasieniec.

## Historia
Dawny folwark; od 1867 w gminie Rąbień. W okresie międzywojennym należała do powiatu łódzkiego w woj. łódzkim. 1 kwietnia 1927 wyłączono go z gminy Rąbień i włączono do gminy Brus. 1 września 1933 miejscowość weszła w skład nowo utworzonej gromady (sołectwa) Nowe Złotno w granicach gminy Brus. Podczas II wojny światowej włączona do III Rzeszy.
Po wojnie miejscowość powróciła do powiatu łódzkiego woj. łódzkim, lecz już 13 lutego włączono ją wraz z całą gromadą Nowe Złotno do Łodzi.